# Racing Lagoon
Racing Lagoon (レーシングラグーン?, Rēshingu Ragūn) è un simulatore di guida sviluppato da Squaresoft e pubblicato nel 1999 da Sony Computer Entertainment per PlayStation. Tra gli autori del videogioco figurano Hitoshi Sasaki e Motomu Toriyama (Bahamut Lagoon), Akitoshi Kawazu (SaGa) e Tsukasa Fujita (Final Fantasy Tactics), mentre la colonna sonora è composta da Noriko Matsueda e Takahito Eguchi.

## Trama
Ambientato a Yokohama, il protagonista è Sho Akasaki, un ragazzo appartenente al Bay Lagoon Racing, un team di piloti specializzati in corse automobilistiche notturne.

## Modalità di gioco
Racing Lagoon unisce al videogioco di guida elementi tipici degli RPG.